# W-boson

Feynmandiagram van een β^{−} verval van een neutron tot een proton, een elektron en een neutrino

Het W-boson is een elementair boson dat de zwakke kernkracht overbrengt (W is afkomstig van 'weak', oftewel 'zwak') en komt in twee varianten voor: positief geladen W+ en negatief geladen W−. Het werd ontdekt in 1983 in het CERN-lab. De natuurkundigen Simon van der Meer en Carlo Rubbia kregen onder andere voor hun bijdrage aan de ontdekking van het W-boson in 1984 de Nobelprijs voor Natuurkunde. De massa van het W-boson is 80,4 GeV/c2.
Een W-boson ontstaat bijvoorbeeld als een neutron vervalt tot een proton, een vorm van bètaverval:
{\displaystyle \mathrm {n} ^{0}\rightarrow \mathrm {p} ^{+}+\mathrm {e} ^{-}+{\bar {\nu }}_{e}}
Een neutron bestaat uit 2 down-quarks en 1 up-quark, weergegeven als udd. Verder bestaat een proton uit 1 down-quark en 2 up-quarks, weergegeven als uud.
{\displaystyle \mathrm {udd} \rightarrow \mathrm {uud} +\mathrm {e} ^{-}+{\bar {\nu }}_{e}}
Als een down-quark in een up-quark verandert ontstaat eerst een W-boson:
{\displaystyle \mathrm {d} \rightarrow \mathrm {u} +\mathrm {W} ^{-}}
Het W-boson vervalt direct daarna tot een elektron en een elektron-antineutrino:
{\displaystyle \mathrm {W} ^{-}\rightarrow \mathrm {e} ^{-}+{\bar {\nu }}_{e}}